# Sonata

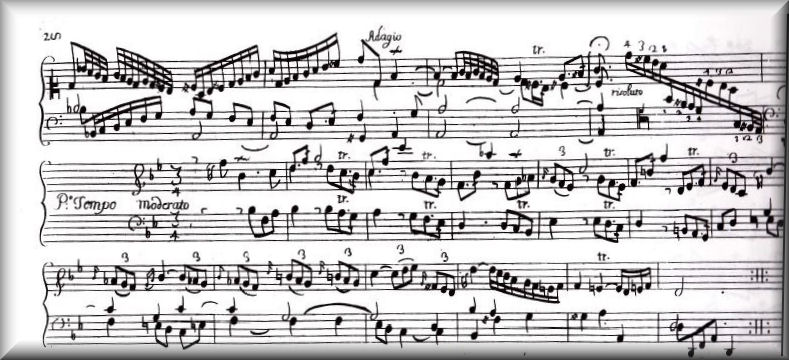
Spartito della Sonata III di Azzolino Bernardino della Ciaia

La sonata (dal latino sonare) è una composizione eseguita da strumenti, in opposizione alla cantata (dal latino cantare), che sta a indicare un brano interpretato anche da voci. 
Il termine, pur nella sua vaghezza, si è naturalmente evoluto attraverso la storia della musica, designando una varietà di forme musicali precedenti all'era classica. Avrà un'importanza sempre maggiore nel periodo classico, e all'inizio del XIX secolo veniva utilizzato per definire le più diverse opere compositive, e poteva venire applicato alla maggior parte dei generi musicali, riducendo l'uso della fuga come metodo fondamentale di organizzazione, interpretazione e analisi della musica da concerto. Nel XX secolo la parola continuò ad essere applicata alle opere strumentali, ma i principi formali enunciati e insegnati nel secolo precedente s'erano oramai indeboliti o allargati.

## L'uso della sonata
Nel periodo barocco, il termine "sonata" si applicava a una varietà di opere, comprendenti anche assoli per strumenti da tasto e per piccoli gruppi strumentali. Nel passaggio dal barocco al periodo classico, la sonata venne sottoposta a una modifica nell'utilizzo: dall'essere applicabile a svariati tipi di piccole opere strumentali passò ad essere più specificatamente applicabile al genere della musica da camera, sia con strumenti solisti, che in coppia con il clavicembalo.
Sempre più, dopo il 1800, il termine si riferisce ad una forma musicale di larga diffusione, e in questo senso è l'attuale significato generale in musicologia e analisi musicale.

## Strumentazione
Nel periodo barocco, una sonata era pensata per uno o più strumenti con basso continuo. Successivamente, la maggior parte delle opere designate come sonate vennero eseguite da uno strumento solista, principalmente uno strumento a tastiera, o da uno strumento solista unito a uno strumento a tastiera. Dall'inizio del XIX secolo, le opere venivano definite "sonata" se riconosciute avevano una certa particolare forma, anche se non etichettate (ad esempio dall'autore) come "sonata".
Nel periodo classico e anche successivamente, le sonate per pianoforte erano il genere più comune di sonata, e seguivano le sonate per violino o violoncello e pianoforte. Sono state composte comunque anche sonate per strumenti diversi dalle tastiere, come anche per altre combinazioni di strumenti, e per altri strumenti e pianoforte.

## Storia

### La sonata barocca
Al tempo di Arcangelo Corelli, due tipi polifonici di sonata erano già ben definiti: la sonata da chiesa e la sonata da camera.
La sonata da chiesa, in genere per uno o due violini e basso continuo, consisteva normalmente in una introduzione lenta, un allegro in forma fugata, un movimento lento cantabile e un finale allegro in una qualche forma binaria come a suggerire un'affinità con i brani danzabili delle suites. Questo schema, comunque, non è chiaramente definito, fino alle opere di Johann Sebastian Bach e Georg Friedrich Händel, quando divenne la sonata per eccellenza e persiste come tradizione nella musica italiana per violino fino ai primi del XIX secolo nelle opere di Boccherini.
La sonata da camera consisteva quasi interamente in pezzi danzabili stilizzati. Al tempo di Bach e Händel era, da un lato, diventata interamente un corpo separato dalla sonata ed era conosciuta come la suite, la partita, l'ordine o, nel caso avesse un preludio nella forma di un'opera francese, l'ouverture. D'altro canto, le caratteristiche delle sonate, da chiesa o da camera che fossero, erano liberamente interdipendenti. Anche Bach, che pure non ha usato queste definizioni, mantenne le due tipologie così distinte da poter essere riconosciute dallo stile e la forma. Di conseguenza, tra le sue sei sonate per violino solista, le numero 1, 3 e 5 sono sonate da chiesa, le numero 2, 4 e 6 sono chiamate partite, ma sono accettabili tra le sonate in quanto sonate da camera.
Il termine sonata è applicato anche alla serie di oltre 500 opere per clavicembalo solo (suonate anche al pianoforte) di Domenico Scarlatti. Questi pezzi sono formati di un solo movimento, comprendente due parti che sono comunque nello stesso tempo e usano lo stesso materiale tematico. Virtuosismi sono frequenti e questi brani vengono ammirati per la loro varietà e inventiva.
Le sonate di Pietro Domenico Paradisi sono opere melodiche e allungate di questo tipo con un grazioso e melodioso breve secondo movimento aggiunto. Il manoscritto su cui si basa l'edizione più conosciuta delle opere di Scarlatti spesso mostra un accostamento similare di movimenti, pur se senza indicazioni definite di interconnessioni. Lo stile è ancora presente nelle sonate dei classici successivi, ogni qualvolta un primo movimento ha una pulsione uniforme di rapido moto, come nella sonata per violino in FA di Mozart (Catalogo Köchel, numero 378) e in numerose tra le opere migliori di Muzio Clementi.

### La sonata nell'era classica
Il notevole utilizzo della sonata nell'era classica sarebbe stato decisivo per questa forma musicale, tramutandola da semplice termine musicale all'essere considerata una forma fondamentale di organizzazione per opere su larga scala. Questa evoluzione prese, in ogni caso, 50 anni. Si applicherà sia alla struttura dei movimenti (vedi Forma sonata e Storia della forma sonata), che all'"impaginazione" dei movimenti in un lavoro che ne abbia più di uno. Nella transizione al periodo classico molti nomi designavano le opere con più di un movimento, ad esempio "divertimento", "serenata" e "partita", e molti di questi sono ora raggruppati sotto il nome di "sonata".
L'utilizzo di "sonata" come termine standard per queste opere è databile agli anni settanta del XVIII secolo. Haydn etichetta la sua prima sonata per piano come tale nel 1771, dopo di cui il termine "divertimento" è usato molto raramente con questa eccezione: sonata viene crescentemente applicato sia a un'opera per piano solista, o per piano e un altro strumento, spesso violino o violoncello. Fu sempre meno frequentemente applicato ad opere eseguite da più di due strumenti: ad esempio terzetti per piano non vennero più così spesso definiti sonate per piano, violino e violoncello.
Inizialmente la struttura più comune era:
- Allegro - che ai tempi non era inteso semplicemente come andamento, ma indicava anche l'importanza di un certo grado di elaborazione del tema. (Vedi The Classical Style, di Charles Rosen)
- Un movimento centrale che era, frequentemente, un movimento lento, cioè un andante o largo, o, anche ma più raramente, un minuetto. Può essere in forma di tema e variazioni.
- Un movimento di chiusura, nel primo periodo alcune volte un minuetto, come nelle prime 3 sonate per piano di Haydn, ma successivamente in genere un allegro, o un presto e spesso chiamato finale. Poteva essere anche un rondò.

Haydn fece uso, verso gli anni novanta del Settecento, della sonata in due movimenti, oltre a quattro movimenti nel primo periodo classico, con un movimento danzabile inserito prima del movimento lento come nelle sonate n. 6 e n. 8 di Haydn stesso. Delle opere da lui definite sonate, divertimenti o partite, in Hob XIV, 7 sono divise in 2 movimenti, 35 lo sono in 3, e altre 4 sono composte di 4 parti: inoltre di svariate composizioni in 3 e 4 movimenti l'autenticità è dubbiosa. Le sonate di Mozart sarebbero anch'esse principalmente composte di 3 movimenti, mentre compositori come Boccherini pubblicheranno sonate per piano e strumenti obbligati con un terzo movimento facoltativo (nel caso di Boccherini, si tratta di 28 sonate per violoncello).
Ma sempre più opere strumentali venivano prodotte in 4, e non 3, movimenti, una pratica ascoltata la prima volta nei quartetti d'archi e nelle sinfonie, e che arrivò alla sonata nelle prime opere di questo tipo di Beethoven. Ad ogni modo, le sonate in 2 o 3 movimenti continuarono ad essere composte durante l'era classica: l'opera 102 di Beethoven è composta da una sonata in due movimenti in Do maggiore e un'altra in 3 movimenti in RE maggiore.
La struttura in 4 movimenti era a questo punto lo standard per i quartetti d'archi e definitivamente il tipo più comune di sinfonia. La struttura quindi è:
- un allegro, che a questo punto si sviluppa in quella che viene chiamata forma sonata, completa di esposizione, sviluppo e ripresa.
- un movimento lento, sia esso andante, adagio o largo.
- un movimento danzabile, un minuetto o, sempre più frequentemente, uno scherzo.
- un finale con un'andatura più veloce, spesso in una forma più "morbida" di un allegro.

Questa struttura in quattro movimenti fu presto considerata lo standard per le sonate, e le opere con strutture diverse vennero presto viste come eccezioni, ed etichettate come aventi movimenti "omessi" o "extra". L'uso sarebbe stato notato dai critici all'inizio dell'Ottocento e codificato ben presto dalla didattica musicale.
È difficile sorvolare sull'importanza della produzione di sonate di Beethoven, 32 per piano, oltre a quelle per violino o violoncello uniti al piano stesso, che formano un enorme corpo musicale che verrà, nei tempi a seguire, sentito sempre più come essenziale per ogni strumentista che desideri diventare un maestro.

### La sonata nell'era romantica
Agli inizi del XIX secolo si cominciarono a fondare i conservatori musicali e a codificare la pratica dell'era classica. In questo contesto, l'uso corrente del termine sonata venne stabilito, sia in quanto forma di sonata sia nel senso in cui una sonata completa è l'esempio definito di musica da concerto, con cui altre forme musicali vengono poste in relazione. Carl Czerny dichiarò d'aver inventato l'idea di forma sonata, e i teorici della musica iniziarono a scrivere della sonata come un ideale di musica. Da questo punto in poi, la parola "sonata" in teoria musicale definisce sia la forma quanto particolari opere. Da qui i rimandi alla sinfonia come ad una "sonata per orchestra".
Tra i molti lavori descritti espressamente come sonate, i più famosi composti in quest'epoca possono essere le sonata di Chopin (delle quali la più famosa è la n. 2), le sonate di Mendelssohn e le tre sonate di Robert Schumann e Franz Liszt, e più tardi le sonate di Johannes Brahms e Sergei Rachmaninoff.
La definizione della forma sonata in questo periodo si venne a creare sia dalla pratica precedente che dalle opere di importanti compositori classici, particolarmente Haydn, Beethoven, Mozart, ma anche meno conosciuti come Clementi e il termine prese il significato di struttura delle opere di più largo respiro. Dato che la parola divenne definitivamente attaccata ad un intero concetto di struttura musicale, le differenze nella pratica classica cominciarono ad essere viste nella stessa ottica, quindi con lo stesso bisogno d'essere classificate e spiegate. È in questo periodo che le differenze tra le produzioni in 3 e 4 movimenti divengono soggetto di studi e discussioni, con la teoria prevalente che il concerto debba essere in 3 parti, e la sinfonia in 4, e che questa seconda struttura fosse superiore. Si definiva il concerto un'italianata, mentre la predominanza della forma in 4 movimenti si ascriveva a Haydn, ed era considerata tedesca.
Ad esempio, il critico J.V.V. Davison, nel suo  Le opere di Chopin a pagina 7, scrisse (1843):
L'importanza della sonata è notevole anche nello scontro tra wagneriani e brahmsiani. Brahms rappresentava, per i suoi seguaci, l'adesione alla forma come era intesa, mentre Wagner e Liszt dichiarano d'aver rotto i suoi confini troppo arbitrari.
Ernest Newman scrisse, in "Brahms e il serpente":
Che la sonata fosse veramente "a suo agio" solamente nello stile classico, e fosse un blocco al successivo sviluppo musicale è stato detto svariate volte da compositori e musicologi, compreso Charles Rosen in tempi recenti. In questa visione la sonata non aveva bisogno d'essere descritta e spiegata nell'epoca di Haydn, Mozart e Beethoven, allo stesso modo in cui Bach "sapeva" cosa era una fuga e come comporne una, dove i compositori successivi erano legati da un senso della forma molto più accademico che non era molto adatto alle modulazioni più frequenti e più rapide dell'era romantica.

### La sonata dopo l'era romantica
Questa forma musicale era strettamente legata, nell'era romantica, all'armonia tonale e alla pratica musicale. Anche prima della fine di queste abitudini, opere su larga scala sempre più stavano deviando dalla struttura in 4 movimenti, considerata il modello per quasi un secolo, e la stessa struttura interna ai movimenti cominciava a modificarsi. L'idea di sonata e il termine stesso continuavano ad essere centrali nell'analisi musicologica, e ad essere di forte influenza sui compositori, sia per le grandi opere che nella musica da camera: il suo ruolo come forma di discussione musicale allargata ispirerà personaggi come Hindemith, Prokofiev e Shostakovich a comporre con queste caratteristiche, e opere in questa struttura tradizionale continuarono ad essere composte e eseguite.
Le sonate per piano di Scriabin partono dai modelli del tardo romanticismo, ma abbandonano progressivamente i simbolismi formali che venivano insegnati, e sono spesso composte come opere a movimento unico; ci si riferisce a Scriabin sovente come a un compositore sul confine tra la pratica romantica e quella moderna di sonata.
Più oltre, Pierre Boulez comporrà tre sonate nei primi anni cinquanta, che, mentre non sono tonali, ma nemmeno nella forma classica in 4 movimenti, erano intese come parte integrante di questo stile. Elliott Carter comincerà la sua transizione da compositore neoclassico all'avanguardia con la sonata per violoncello.

## La sonata in musicologia

### L'idea di sonata
Le ricerche nella pratica e nel significato di forma, stile e struttura della sonata sono l'impulso di molte opere teoriche di Heinrich Schenker, Arnold Schönberg e Charles Rosen, tra gli altri, e la pedagogia della musica continua a riposare su una comprensione e applicazione di regole che quasi due secoli di evoluzione della pratica e della teoria hanno codificato.
Lo sviluppo dello stile classico e le sue norme di composizione forma le basi di molta della teoria musicale del XIX e XX secolo. Come forma, viene comparata alla fuga barocca, per il suo essere all'apice di una organizzazione formale, e generazioni di compositori, strumentisti e ascoltatori furono guidati dall'aver inteso la sonata come un'idea.